# Tocoyena mansoana
Tocoyena mansoana là một loài thực vật có hoa trong họ Thiến thảo. Loài này được Angely miêu tả khoa học đầu tiên năm 1970.